# José Benedito Hernandez
José Benedito Hernandez foi um político brasileiro e músico franco-rochense.
O músico Dito Hernandez como era popularmente conhecido, tocou bateria em diversas bandas pelo país a fora e inclusive em viagens internacionais com grupos musicais no qual fazia parte.
Foi casado com a professora Neiva Hernandez com quem teve quatro filhos: Rodrigo, Diego, Rafael e Mariela.
Bairrista de Vila Ramos, filho de dona Nercília e do Dr. Emílio Hernandez Aguilar, em suas veias corria sangue político, até pelo fato de seu pai ocupar por duas vezes o cargo de prefeito de Franco da Rocha.
Dito disputou o cargo de vice-prefeito em 1992, compondo chapa com o advogado Roberto Seixas, perdendo a eleição com pouca diferença para o petista Mário Maurici de Lima Morais.
Em 1996, lançou na cidade o movimento "Eu acreDITO" onde fazia reuniões nos bairros e junto com os moradores, faziam planos de melhorias para a cidade. Dito Hernandez foi eleito prefeito pelo PTB tendo como vice-prefeito o advogado Roberto Seixas.
Durante sua gestão, realizou as festas de rodeio na cidade trazendo em shows gratuitos de renomados nomes da música brasileira como: Jayne, Zezé di Camargo e Luciano, Sandy e Júnior, Chitãozinho e Xororó, Eliana de Lima e Alexandre Pires. As festas foram apresentadas pelos renomados locutores: Barra Mansa e Rogério Aníbal. Também foi o precursor de ações significativas como a nova entrada da cidade, canalização da Avenida Giovani Rinaldi, construção do Viaduto da Vila Bela, Criação da Guarda Municipal entre outras. 
Em 1999 foi acusado de fazer má aplicação de verba pública, sendo afastado do cargo por 90 dias para apuração das denúncias. Em 29 de fevereiro de 2000, Dito Hernandez foi cassado em sessão extraordinária da Câmara de vereadores realizada por força de liminar, assumindo o cargo de prefeito, o vice-prefeito Roberto Seixas. Em abril de 2000, a seção que cassou seu mandato foi anulada pela justiça.
Especula-se que nas eleições de 2004, Dito Hernandez disputaria mais uma vez a prefeitura, desta vez já filiado ao Partido Verde, sendo seu pré-candidato à vice-prefeito, o empresário Marcio Cecchettini, mas o plano foi surpreendido com a morte de Dito Hernandez em 2003, vítima de um infarto agudo do miocárdio.